# Le Prix d'une folie
Pour plus de détails, voir Fiche technique et Distribution.
Le Prix d'une folie (The Coast of Folly) est un film américain réalisé par Allan Dwan, sorti en 1925. 

## Fiche technique
- Titre : Le Prix d'une folie
- Titre original : The Coast of Folly
- Réalisation : Allan Dwan

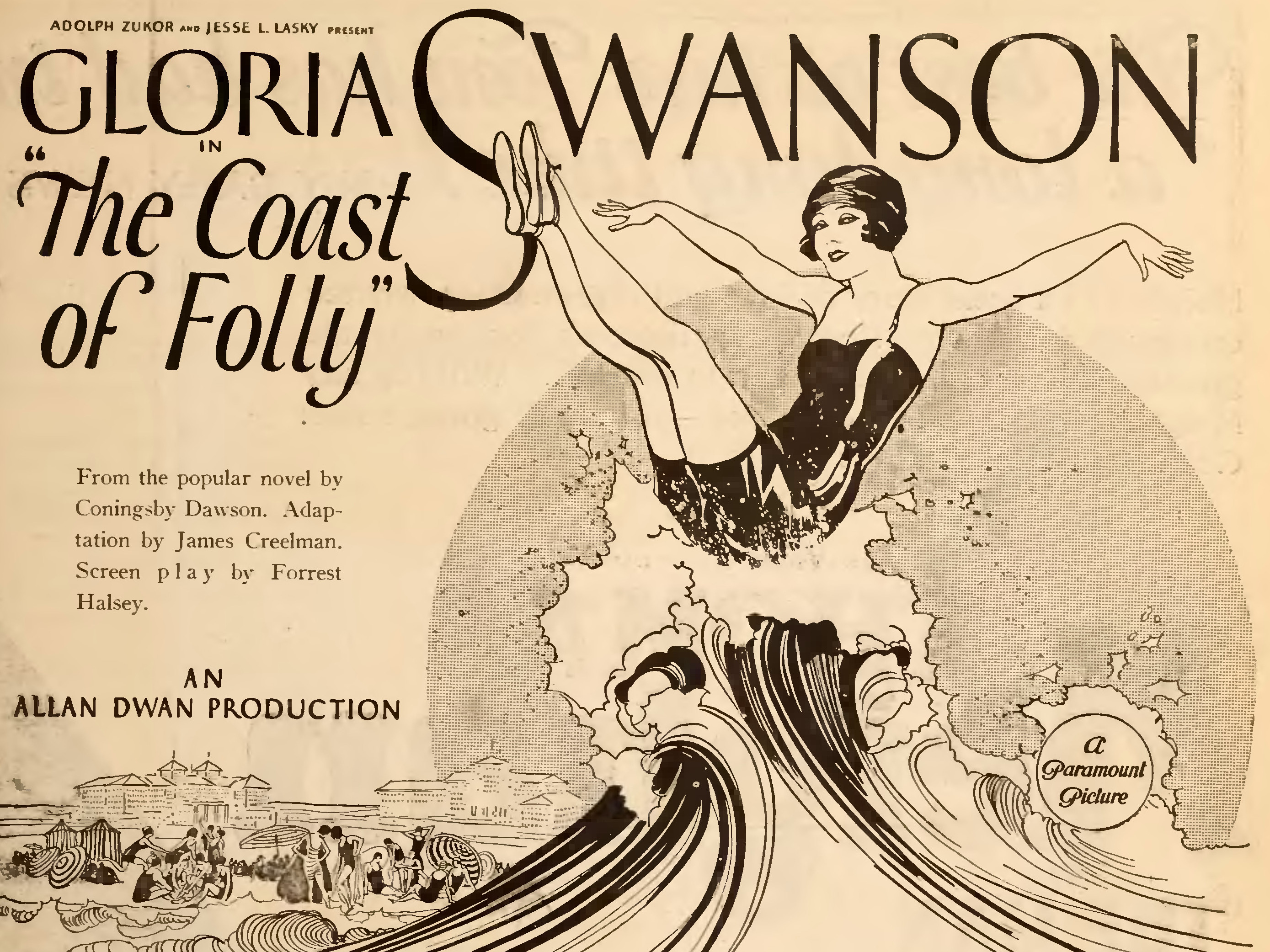
Annonce pour le film dans Motion Picture News.

- Scénario : Forrest Halsey, James Ashmore Creelman (adaptation) d'après un roman de Coningsby William Dawson
- Producteur : Allan Dwan
- Société de production et de distribution : Paramount Pictures
- Photographie : George Webber
- Pays de production : États-Unis
- Format : Noir et blanc - 35 mm - 1,33:1 - film muet
- Genre : Drame
- Durée : 70 minutes
- Dates de sortie :
  - États-Unis : 30 août 1925 (New York)
  - États-Unis : 21 septembre 1925 (sortie nationale)

## Distribution
- Gloria Swanson : Nadine Gathway / Joyce Gathway
- Anthony Jowitt : Larry Fay
- Alec B. Francis : Le comte de Tauro
- Dorothy Cumming : Constance Fay
- Jed Prouty : Cholly Knicerbocker
- Eugenie Besserer : La nounou
- Arthur Housman : Le journaliste
- Lawrence Gray : un baigneur
- Richard Arlen
- Charles Clary